# Конёк-Горбунок (фильм, 2021)
«Конёк-Горбунок» — российский фэнтезийно-приключенческий фильм режиссёра Олега Погодина в соавторстве сценария с Алексеем Бородачёвым, экранизация одноимённой сказки Петра Ершова.
В главных ролях: Антон Шагин и Паулина Андреева. Продюсер Сергей Сельянов, Александр Горохов и Антон Златопольский. Производственные компании фильма СТВ, «Россия-1» и CGF отвечали за дизайн фильма.
Основные съёмки начались в 2018 году в большом павильоне в Санкт-Петербурге, где фантастический мир Ершова воссоздавали в точной копии сказочного города. Фильм представлял собой выставку кинопроизводства, требовавшую профессиональную помощь костюмеров и сценографов, постановочной бригады, инженеров-программистов с фоновыми визуальными эффектами, актёров, актрис и операторов.
Стиль, использованный в фильме, был призван воссоздать царский период времени, описанный в сказке Ершова, с использованием комбинации русского модерна и сказочными элементами. В фильме рассказывается об Иване, который не царевич, не богатырь, не красавец, а старшие братья и вовсе его дураком считают, но всё меняется, когда у Ивана появляется друг и верный помощник — Конёк-Горбунок. Ивану с Коньком предстоит проверить свою дружбу на прочность, столкнуться с коварным противником, преодолеть невероятные испытания и встретить такую любовь, ради которой стоит рискнуть всем.
Изначально фильм планировали выпустить в широкий прокат 5 марта 2020 года, позже выпуск перенесли сначала на 22 октября 2020 года, затем на 18 февраля 2021 года.
Фильм распространяла компания Sony Pictures Releasing. «Конёк-Горбунок» был встречен одобрением критиков и стал коммерчески успешным. Критики назвали его экстраординарной преемственностью кинематографического творчества от прошлого к настоящему. Фильм стал блокбастером и был отмечен как самая кассовая экранизация русской литературы, заработав почти миллиард рублей. «Конёк-Горбунок» занял десятое место в списке самых кассовых анимационных фильмов 2021 и 51-е место в списке самых кассовых фильмов 2021 года.
Телевизионная премьера фильма состоялась 30 декабря 2022 года на телеканале «Россия-1», повторный показ — 1 января 2023 года.

## Сюжет
История начинается с того, что отец зовёт трёх своих сыновей и показывает им вытоптанное поле пшеницы. Отец наказывает сыновьям заступить ночью в караул, чтобы они узнали, кто вытоптал пшеницу, а братья, в свою очередь, отправляют туда младшего, Ивана-дурака.
Ночью Иван, мило болтая с ежом, которого он до этого спас, видит очертания кобылицы и бросает верёвку в туманное облако. Неожиданно верёвка натягивается, и кобылица начинает нести его по полям и лугам. Они падают в болото, и Иван вытаскивает тонущую кобылу, используя колесо водяной мельницы. Будучи связанной, она плачет, и герой, пожалев её, отпускает на волю, взяв слово, что та не будет больше топтать их поля. Наутро в конюшне он обнаруживает двух прекрасных коней и знакомится с маленьким Коньком-Горбунком. Тот рассказывает, что его отправила матушка-кобылица в помощь и поддержку. Иван, желая выручить денег за коней, ведёт их на базар. Там их видит царь и приказывает отвести коней в свои конюшни, говоря, что на самом деле это его кони. Не получив денег, Иван просит Конька помочь ему, и тот свистом призывает коней обратно. Царь предлагает Ивану должность самого главного конюха, и он соглашается.
Со временем народ начинает любить Ивана всё больше и больше. Царь желает казнить его, однако не может найти причины. Спальник подсказывает ему идею отправить конюха за Жар-птицей, а затем казнить за невыполнение царского приказа, так как думает, что Иван не сумеет найти её. Иван и Конёк отправляются на поиски Жар-птицы. Собрав сон-орехи, они находят убежище птицы и высыпают их ей. Та, склевав все орехи, засыпает. Иван заковывает птицу в цепи. Наутро Конёк рассказывает, что птица может раскалиться только на свободе. В цепях она плачет, и Иван отпускает её на волю. По возвращении палачи ведут Ивана на плаху. Тот утверждает, что поймал Жар-птицу, но отпустил её на волю, однако ему никто не верит. Когда топор уже заносится над его головой, появляется Жар-птица, и казнь отменяют.
Царь, ненавидя Ивана всё больше, по наущению спальника отправляет конюха за царь-девицей, думая, что и с этой задачей он не справится, так как девица живёт в Ледяной стране на высокой скале. Однако Иван и Конёк добираются до места назначения. Девица пробуждается ото сна и говорит Ивану, что не желает выходить замуж, поскольку героев не осталось, после чего прыгает в пропасть. Иван, не раздумывая, бросается за ней, а внизу их обоих подхватывает Конёк.
Царь хочет сразу играть свадьбу, однако царь-девица отказывается выходить замуж без бабушкиного кольца, которое она обронила в океане. Иван, который успел влюбиться в царь-девицу, просит у царя невыполнимую работу, чтобы не думать о предстоящей свадьбе и самой девице. Обрадованный царь отправляет Ивана за кольцом. Конёк, поговорив с солнцем, луной и ветром, узнаёт, где находится кольцо, и они с Иваном летят к Рыбе-киту. Как оказалось, Рыба-кит закован в цепи за то, что много лет назад проглотил корабли, но не знает, как выпустить их на свободу. Иван заставляет его чихнуть, и корабли спустя десятки лет выплывают в море. В благодарность кит присылает к ним краба, который приносит им кольцо царь-девицы.
По возвращении Иван приходит к девице в башню и просит выйти за него замуж. В опочивальню врываются царские охранники и заключают Ивана под арест за попытку похищения. Царь уже готов сыграть свадьбу, но невеста просит его омолодиться по рецепту бабушки, искупавшись в котлах с кипящей водой, ледяной водой и кипящим молоком. Спальник советует перед казнью испытать котлы на Иване. Ночью девица рассказывает Коньку, что в первый котёл надо кинуть кольцо её бабушки, во второй — перо Жар-птицы, а в третий — цветок жизни и смерти, что растёт на краю света, и тогда Иван останется жив. Конёк отправляется на поиски цветка. Утром царь лицемерно заявляет, что даёт Ивану шанс на искупление, и приказывает ему прыгать в котлы. В первый котёл девица бросает своё кольцо, и Ивана выносит оттуда в сохранности, во второй падает перо, и он также остаётся невредим. В это время Конёк находит цветок и узнаёт от него, что того, кто сорвёт его, ждёт смерть. Несмотря на это предупреждение, он срывает цветок ради спасения Ивана и успевает доставить его, когда Иван оказывается в третьем котле.
Обновлённый Иван оказывается перед девицей, а Царь прыгает в первый котёл. Из котла вырывается огромный пузырь, который уносит ругающегося царя за тридевять земель. Конёк терпеливо ожидает своей смерти, но царь-девица говорит ему, что слова цветка — проверка, и если бы Конёк не сорвал его, то на самом деле умер бы, но теперь он не умрёт никогда.
Народ требует нового царя, и им становится Иван. Они с царь-девицей играют свадьбу.

## В ролях
| Актёр              | Роль           |
| ------------------ | -------------- |
| Антон Шагин        | Иван-дурак     |
| Михаил Ефремов     | царь           |
| Паулина Андреева   | царь-девица    |
| Ян Цапник          | спальник       |
| Олег Тактаров      | воевода        |
| Александр Лушин    | летописец      |
| Анатолий Свешников | глашатай       |
| Евгений Капитонов  | батя           |
| Виталий Кононов    | Данила         |
| Илья Борисов       | Гаврила        |
| Андрей Феськов     | Тряпкин-Тапкин |
| Сергей Бызгу       | казначей       |

### Роли озвучивали
| Актёр               | Роль               |
| ------------------- | ------------------ |
| Сергей Бурунов      | царь               |
| Павел Деревянко     | Конёк-Горбунок     |
| Ляйсан Утяшева      | Жар-птица          |
| Александр Семчев    | Чудо-Юдо, Рыба-кит |
| Константин Ларченко | ветер              |
| Виталия Корниенко   | цветок             |

## Производство

### Развитие
Русская сказка основана на работе Ершова, впервые опубликованная в 1834 году, и ставшая классикой русской литературы. Несмотря на детский жанр, в сказке присутствуют элементы социальной сатиры. В СССР книга из-за невероятной популярности переиздавалась более ста раз. Литературная сказка «Конёк-Горбунок» — культурное наследие России и особенно Тюменской области.
В городке Ишим Тюменской области проходят культурные мероприятия к премьере фильма. Город — родина признанного автора сказки Петра Ершова. Любовь Нечаева, руководитель Ишимского музейного комплекса заявляет: «Пётр Павлович — наше всё! Поэтому накануне большеформатной премьеры фильма „Конёк-Горбунок“ мы решили вновь напомнить россиянам, что этот писатель сибирских кровей, а его малая Родина — окрестности Ишима».
Жители Сибири организовали мероприятие, которое приобрело международный характер. Мероприятие по чтению, а также флешмоб, стартовавший в 30 регионах России, стали глобальными с участниками из Франции и Марокко, кто ценит своего любимого русского писателя.
В 1941 году состоялась первая экранизация сказки режиссёра Александр Роу. В 1947 году «Союзмультфильм» выпустил вторую экранизацию — мультфильм «Конёк-Горбунок» режиссёра Ивана Иванова-Вано. Спустя более полувека вышла третья экранизация по сценарию режиссёра Олега Погодина, среди предыдущих работ которого неоднозначный сериал «Шерлок Холмс». Погодин написал сценарий вместе с сценарист Алексеем Бородачёвым. Это третья экранизация сказки для кино. Сегодня сказка пользуется популярностью у публики. С 2020 года зрители Мариинского театра пересекли отметку 25 миллионов. Одним из спектаклей был балет Щедрина «Конёк-Горбунок», который просмотрели 1,7 миллиона пользователей.
Проект финансировала кинокомпания Сергей Сельянов «СТВ» при поддержке телеканала «Россия-1» и «Фонд кино». Сказка Ершова — одно из любимых произведений Сергея Сельянова, который в начале 2000-х планировал адаптировать рассказ с советским режиссёром Сергеем Овчаровым. Однако в то время технология и бюджет были неподходящими.
17 апреля 2018 года был опубликован концепт-арт «Конька-Горбунка». Сценарий преобразовал поэзию героев Ершова для киноадаптаций. Продюсерами фильма выступят Сергей Сельянов, Антон Златопольский и Александр Горохов. По словам Сергей Сельянов, фильм представляет собой живую сказку. Костюмы шьёт Надежда Васильева.

#### Киносъёмка
Над созданием спецэффектов работала студия компьютерной графики CGF. CGF — одна из крупнейших студий виртуальных спецэффектов в России, режиссёром которого стал Александр Горохов, ставший одним из продюсеров фильма. Александр Горохов заметил, что только с мощной визуализацией можно рассказать эту историю. CGF использовала программное обеспечение  «Вьюга» для съемок.
Декорации в фильме выходят за рамки воображения режиссёра. В какой-то момент герои попадут в ноздрю гигантского кита, а также в причудливый oазис, где живёт Жар-птица. Один из ярких моментов в фильме — это когда Иван находит Царь-деву в хрустальном дворце, обращаясь к стихам Ершова так, как будто он находит куклу, которая отсылает к спящей принцессе из сказок Пушкина. Художники использовали мотив замороженного льда и серебра для создания «Царь-девице» в этот момент открытий. Костюм носил европейский характер, а воротник с серебряным орнаментом был вырезан лазером.
Сложная постановка фильма потребовала инженерных решений от съёмочной группы. Было три комплекта: интерьеры, пейзажи, город с деревней. Художники-постановщики Анастасия Каримулина и Исабела Тихонская вместе с тремя бригадами техников и бригадой скульпторов построили в павильонах части декораций. Кураторы CGF продолжили строительство в виртуальном мире. Архитектура черпала вдохновение из визуального стиля деревянного зодчества и белокаменного зодчества средневековых городов России. Русский модерн соединился со сказочными элементами — фасады, оформленные в стиле зверей и птиц, цветов и орнаментов, похожий на Доходный дом церкви Троицы на Грязех в Москве. Также дизайнеры представили керамическую плитку с изображениями животных и русских деревянных игрушек.
В архитектурном стиле выстроена полноценная русская сказочная сцена. Съёмки начались в большом съёмочном павильоне площадью более 7000 м² Сцена состояла из трех павильонов размером с футбольное поле каждый. По словам конструкторов сцены, сказочный город возник из рынка, на котором были пять домов, ворота и часть дворца. Работа была очень сложной. С этой целью они назвали свой город Изабельск-на-слезах. Гигантские котлы, созданные по образцу русских монет с налетом зелёной патины, являются частью визуального производства фильма. По сказке Ершова, царские покои можно превратить и в спальню, и в тронный зал. Деревянная кровать была искусно вырезана и украшена Оренбургский пуховый платок.
Фильм — один из главных фильмов 2021 года по версии «Культуромании», который, как говорят, представляет собой роскошный карнавал современной адаптации сказки, превращающий бессмертную сказку Ершова в кинематографическую прозу с некоторыми дополнительными сюжетными изменениями ради развлечения и динамики. Первичные рамки дружбы Ивана и Конька сохранились. Дополнительно сценаристы добавили сюжетную линию любви Ивана к Царь-девице. Сценарий был написан специально, чтобы развлекать как детей, так и семейную аудиторию, находя правильный баланс между этими двумя жанрами. Партитуру и саундтрек к фильму поставили три композитора, в том числе Иван Бурляев. Бурляев отметил, что задержка в графике позволила им переставить партитуры, позволив найти новые темы. Это один из первых случаев, когда Бурляев написал музыку для эпического фантастического жанра сказки.

### Актёрский состав
Павел Деревянко озвучил Конька-Горбунка, а также сыграл его с помощью технологии захвата движения. Продюсеры решили, что Павел Деревянко — лучший актёр на роль Конька. Персонаж очень напоминает осла из «Шрека» или коня Юлия из «Трёх богатырей». По стихотворению Ершова, Конёк-Горбунок превратился в летающего коня или в пегаса. Жар-птицу «сыграла» гимнастка и телеведущая Ляйсан Утяшева. Мастер боевых искусств и актёр Олег Тактаров исполнил роль царского губернатора. Костюм царского губернатора требовал многослойных шуб.
Главную роль сыграл Антон Шагин, кому после многих прослушиваний досталась роль Ивана-дурака. Главную героиню фильма сыграла Паулина Андреева. Андреева была счастлива сняться в столь важной роли Царь-девицы. Этот фильм был одним из любимых моментов актрисы, потому что она хотела сняться хотя бы в одном детском фильме. Фильм рассчитан на всех зрителей и особенно на детей — «Мне кажется, что эта сказка на все времена. Если мы, наши герои будут ассоциироваться для детей с их детством, если они, повзрослев, будут говорить „Мы выросли на ваших фильмах“, это будет самой большой радостью для меня», — говорит Паулина Андреева.
Исполнитель роли «Царя» Михаил Ефремов в 2020 году совершил ДТП со смертельным исходом и был приговорён к 7,5 годам лишения свободы. После выхода фильма в прокат, его сопродюсер и глава кинокомпании «СТВ» Сергей Сельянов отметил, что наверняка части зрителей присутствие Ефремова на экране неприятно, с другой стороны, царь в сказке плохой; играй актёр положительного героя, диссонанс был бы очевидным.

### Послепроизводственный этап
Съёмки фильма начались в июле 2018 года под Петербургом, а были завершены ближе к осени 2018 года. Главным достижением стали костюмы, состоящие из более чем 50 различных предметов, включая кафтаны и специальные платья королевы. Над одеждой работали профессиональные дизайнеры костюмов под руководством Надежды Васильевой и Ольги Михайловой. Надежда Васильева — художник по костюмам всех фильмов Алексея Балабанова.
Для превращения тканей в красочные костюмы использовались самые разные техники. Ткань и костюмы были перепрофилированы из специальных тканей и сари, найденных в Индии. Эскизы превратились в вышивку с упором на сказочную составляющую. Все сарафаны, кафтаны и головные уборы вышивали вручную. Только для толпы было сшито 300 костюмов. Были разные варианты костюмов Царь-Девы. Костюм для Ивана сначала считался льняным. Однако льняное полотно не подходило Антону Шагину, сыгравшему Ивана. Надежда Васильева изменила фасон, и окончательным образом стал шерстяной свитер ручной работы, отделанный ситцем. Выставка костюмов к картине откроется на киностудии «Ленфильм».

## Релиз

### Выпуск
Изначально планировалось, что фильм выйдет в прокат 22 октября 2020 года, но позже его выпуск был перенесён на 18 февраля 2021 года. COVID-19 отложил выход фильма. Маркетинг фильма был запущен, чтобы освежить память о фильме. Трейлеры вышли в эфир два года назад. Телеканал «Россия 1» и Sony Pictures сформировали промо-программу фильма. Премьера приключенческого фантастического фильма «Конек-Горбунок» состоялась в Москве в киноцентре «Октябрь». В июне 2021 группа Grindstone Entertainment приобрела права на фильм и планирует показать его в 2022 году жителям Северной Америки. Планируется показ в Европейских странах: Германии, Австрии, Швейцарии, Франции, Португалии, Польше, Турции, а также в Южной Корее. В июле 2021 года компания Luminescence заключила соглашение New Select о продаже прав на показ «Конька-Горбунка» на территории Японии.

### Отзывы
В рецензии на «Кинопоиск» Михаил Моркин говорится, что творческий период костюмов в российской истории восходит к раннему советскому периоду, когда опера-балет «Золотой петушок» ставился не только в России, но и русской труппой Дягилева в Париже. Рецензия развеяла все сомнения в невозможности продолжения творческого наследия советских времён: «Но вот оно, чудо: в Конек-Горбунке есть персонаж с флюгером на голове, и он органично вписан в пространство столичного Царь-Града. А какие рубашки, какие сарафаны и парчовые халаты, какие шапки — этого уж точно не сказать в сказке и не описать пером.»

В рецензии Сусанна Альперина на «Российская газета» говорится, что перед премьерой все ждут, соответствует ли сюжет оригинальному материалу. В обзоре говорится, что фильм стоит посмотреть, отметив: «В фильме любой увидит знакомые мотивы и поразится актуальности сказки Петра Ершова, написанной ещё в 1830 году.» Родион Чемонин заявил для «Film.ru», что устоявшиеся переводы стихотворения Ершова «из поэтического первоисточника в прозаический» Алексеем Бородачевым и Олегом Погодиным являются стабильными. Кроме того, Чемонин заявил:
«Для начала, „Конёк-горбунок“ 2021 года от режиссёра Олега Погодина — очень красивая картина. Яркие фоны, проработанные фантастические животные, птицы и рыбы, исключительно тонко выбранные цвета, отлично поставленный свет — это всё удивительно.»
В обзоре «Коммерсанта» отмечается, что, несмотря на невзгоды, связанные с COVID-19, а также прогнозы аналитиков о результатах ниже среднего из-за задержки «высокобюджетных фильмов» судьба «превратила этот фильм из очередного народного блокбастера в неожиданно задорный памфлет с логотипом „Россия“ в начальных титрах.»

В рецензии Дмитрий Бортников на «Яндекс» говорится:
«Конёк-горбунок» — яркое, сказочное путешествие в детство, где взрослые ведут себя, как дети, костюмы и всякие механические конструкции поражают воображение. 
В обзоре «Новая газета» Лариса Малюкова отмечается, что главные роли актёров были на высоте. Антон Шагин «демонстрирует Ванину юную пылкость, наивность и невинность» пока «Паулина Андреева играет остроумную, эмансипированную особу, способную выстроить во фрунт целое королевство, разгуливает в костюме барона Мюнхгаузена, за словом в карман не лезет, царя за нос водит, сама себе суженого выбирает. „Ты главное, Вань, не зевай, гляди в оба!“ — наставляет простодушного крестьянского сына Конёк.»

### Кассовые сборы
В день премьеры, 18 февраля, «Конёк-Горбунок» занял первое место по кассовым сборам. Предварительные продажи побили рекорды, установленные крупными голливудскими компаниями. Самый крупный рекорд в 251,2 миллиона рублей за премьерный уик-энд превзошёл предыдущие рекорды, установленные «Мулан» и «Семейка Крудс: Новоселье». 20 февраля фильм собрал за два дня 58 миллионов рублей. По итогам первого уик-энда фильм продолжил занимать первое место в прокате в России и СНГ с общей суммой 581 миллион рублей. По итогам второй недели проката фильм имел лишь 16%-е падение зрительской аудитории.
К концу февраля был установлен рекорд для Российской киноиндустрии. Фильм «Конёк-горбунок» уже посмотрели 2,29 миллиона человек и который за первые шесть дней после выхода в прокат собрал 585,2 миллиона рублей, занял первое место в рейтинге бокс-офис. 45 % выручки и 48 % проданных билетов пришлись на фильм-сказку. Кроме того, средняя посещаемость за выходные колебалась от 60 до 62 человек за сеанс. Предварительные опросы общественного мнения показывают, что 74 % аудитории составляли семьи.
Мнения зрителей в целом положительные. Российская киноиндустрия вступила в новый исторический момент, когда фильм стал самой кассовой экранизацией классической русской литературы. Этот фильм ознаменовал подъём Российской киноиндустрии как второго по величине кинорынка в мире в 2021 году, обогнав США и Великобританию, а первое место займет Китай.
В марте средняя посещаемость была выше среднего: 46 в субботу и 51 в воскресенье. Второй уик-энд на экранах принес 240,1 миллиона рублей при общей кассовой 850 миллионов рублей. За одиннадцать дней сессии посетили 3,36 миллиона человек. На 9 марта 2021 года фильм пересек отметку в миллиард рублей. Рекорд был установлен за 18,5 дня. В праздничные выходные сеансы фильм занимает первое место в рейтингах по средней посещаемости. Менее чем за три недели проката фильм сумел сохранить рекорд, увеличив свою среднюю посещаемость до 4 миллионов человек. Фильм сумел стать третьим по кассовым сборам в России. В апреле фильм продолжит показывать в кинотеатрах. В настоящее время этот фильм является десятым по величине кассовым анимационным фильмом в 2021 году и 51-м по величине кассовым фильмом в 2021 году.